# Pic de Luseney
Le pic de Luseney (en francoprovençal valdôtain, Becca de Luseney) est un sommet des Alpes pennines. Elle se trouve en Vallée d'Aoste, entre le Valpelline, le Valtournenche et le vallon de Saint-Barthélemy.
La voie d'accès la plus fréquentée remonte entièrement le vallon de Saint-Barthélemy et passe par le bivouac Reboulaz.
Du Valpelline, on passe par le col de Luseney (3 162 mètres) à travers les anciens alpages de Praz-de-Dieu et le glacier de Luseney.

## L'éboulement
Le 8 juin 1952 une masse de roches se détacha de la paroi ouest-sud-ouest à une hauteur de 2 900-3 200 mètres vers le Valpelline. Quatre hommes et leurs troupeaux de vaches furent ensevelis et retrouvés à une centaine de mètres sur le versant opposé. À présent, le fond de la gorge des Poullayes est couvert par un amas de roches de 70-80 mètres de haut, se réduisant jusqu'à 7 mètres à l'embouchure de Chamain. Une chapelle a été bâtie à l'endroit où se trouvait le village de Chamain en souvenir de cette tragédie, et sur le versant du pic de Luseney la trace laissée par l'éboulement est de nos jours encore bien visible.